# Palacio de Ferias y Congresos de Málaga
El Palacio de Ferias y Congresos de Málaga o Fycma es un centro de convenciones y ferias situado en la ciudad de Málaga (Andalucía, España).
Está situado junto a la Ronda Oeste de Málaga, en el distrito Cruz de Humilladero, a medio camino entre el aeropuerto de Málaga-Costa del Sol y el centro histórico de la ciudad. Fue inaugurado en 2003 y desde entonces se vienen desarrollando diversos congresos, ferias y eventos anuales.
El edificio cuenta con una superficie de exposición de 19.500 m² repartidos en dos pabellones, dos auditorios, dos salas de conferencias, una sala de exposiciones, quince salas multiusos, tres zonas de restauración y aparcamiento para 1.200 vehículos. Estas instalaciones permiten albergar a más de 20.000 visitantes.
El palacio es una obra del arquitecto Ángel Asenjo y abarca unos 60.000 m². Se trata de una estructura metálica de formas ondulantes e irregulares que dan al edificio una apariencia dinámica.

## Órganos de gestión

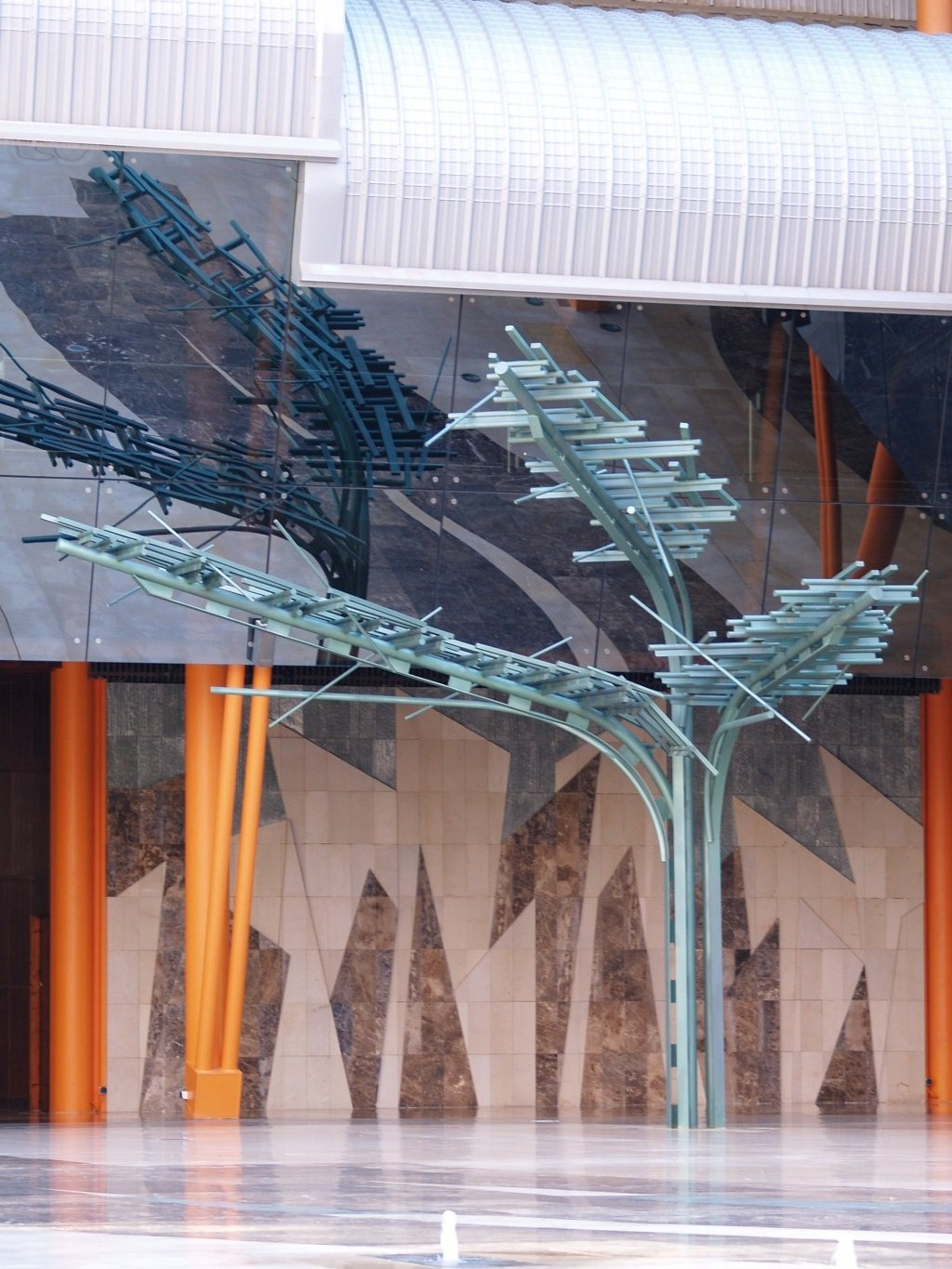
Detalle.

El Ayuntamiento de Málaga es la entidad responsable del proyecto y construcción del Palacio de Ferias y Congresos de Málaga-Fycma que nació con la intención de convertirse en icono de una ciudad moderna, vanguardista y dinámica. Asimismo, el Palacio de Ferias y Congresos de Málaga tiene una función dinamizadora de la economía local y provincial. Por un lado, desde la perspectiva de punto de encuentros comerciales para empresas y profesionales, y por otro, los ingresos indirectos que genera dicha actividad en sectores como la hostelería, transporte, restauración, ocio y comercio.
La gestión del recinto corre a cuenta de Promálaga, una empresa de titularidad municipal encargada de promover el desarrollo económico de la ciudad de Málaga.
Durante 2021 las instalaciones sirven como punto de vacunación contra la COVID-19.

## Instalaciones

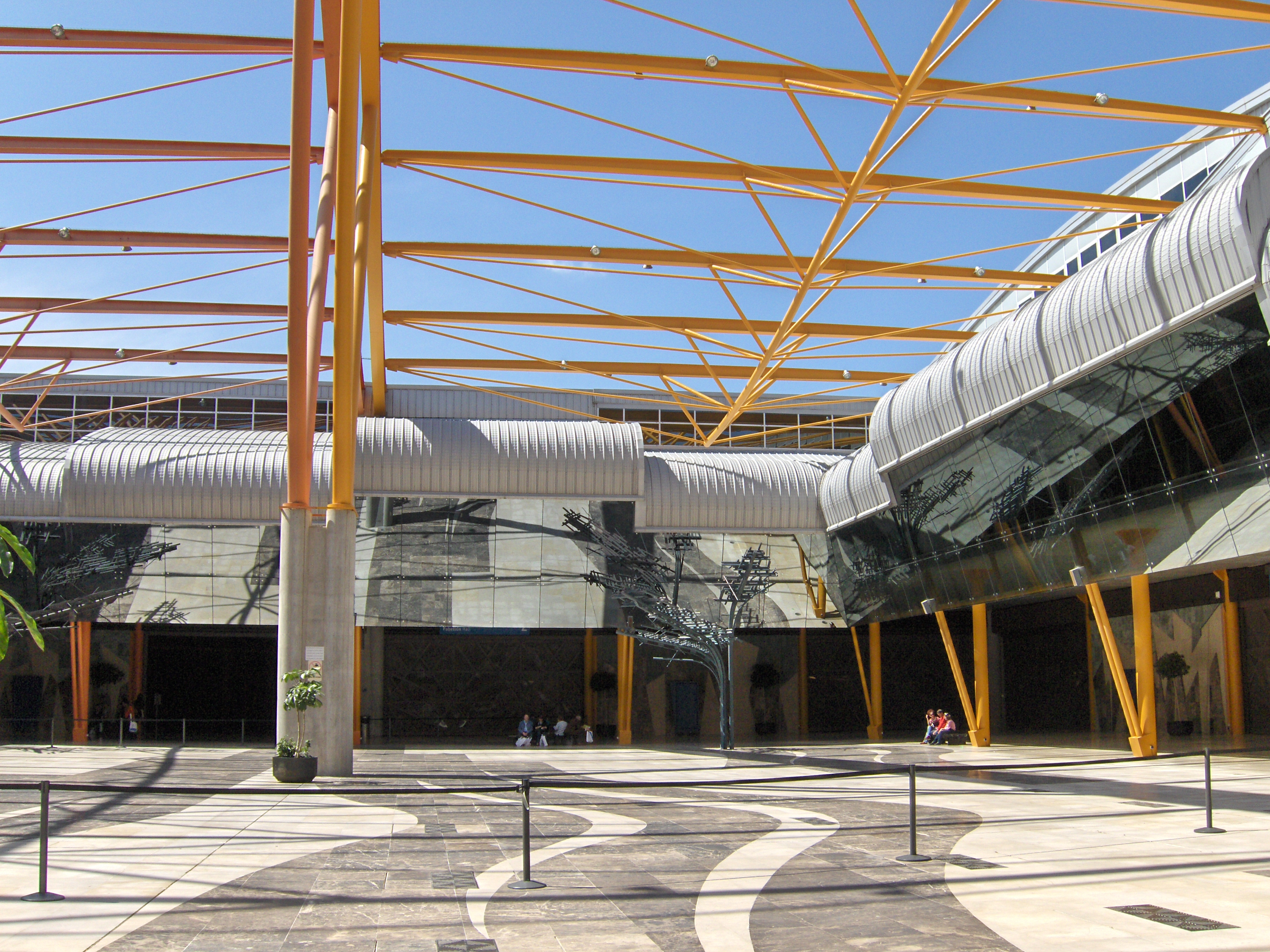
Patio interior.

El Palacio de Ferias y Congresos de Málaga-Fycma posee una superficie total de 60.000 m²; 19.500 m² de área expositiva repartidos en dos pabellones. 
Fycma cuenta con dos pabellones, dos auditorios, dos salas de conferencias, una sala de exposiciones, quince salas multiusos, tres zonas de restauración y aparcamiento para 1.200 vehículos. En sus instalaciones puede albergar eventos con una capacidad total de entre 10.000 y 20.000 personas.
El Palacio de Ferias y Congresos de Málaga-Fycma ha acogido en seis años 104 ferias y en torno a 1000 actos.

## Ferias propias de Fycma
El Palacio de Ferias y Congresos de Málaga-Fycma organiza las siguientes ferias:

### Ferias (última edición celebrada)
| Nombre de la feria           | Año en el que se celebró por primera vez |
| ---------------------------- | ---------------------------------------- |
| MIMA                         | 2004                                     |
| SIMed                        | 2005                                     |
| Celebra Málaga               | 2007                                     |
| Natura Málaga                | 2009                                     |
| Greencities & Sostenibilidad | 2009                                     |
| Transfiere                   | 2012                                     |
| H&T                          | 2012                                     |
| S-moving                     | 2018                                     |
| Smart Agrifood Submmit       | 2018                                     |

## Acceso en transporte público
Se puede llegar al Palacio de Ferias y Congresos de Málaga-Fycma a través de las líneas 4, 19, 20 y 22 del autobús urbano de la Empresa Malagueña de Transporte (EMT).

### Conexión con el centro de Málaga
- Línea 4: Paseo del Parque - Cruz Humilladero - Cortijo Alto
- Línea 19: Paseo del Parque - Campanillas - Maqueda (por Ortega y Gasset)
- Línea 20: Alegría de la Huerta - Alameda Principal - Los Prados
- Línea 1:Parque del Sur -san Andrés
- Línea C1/C2 Cercanías Málaga

### Conexión con la Universidad de Málaga (Campus de Teatinos)
- Línea 22: Avda. de Molière - Tiro de Pichón - Universidad